# St. Johannes der Täufer (Hilpoltstein)

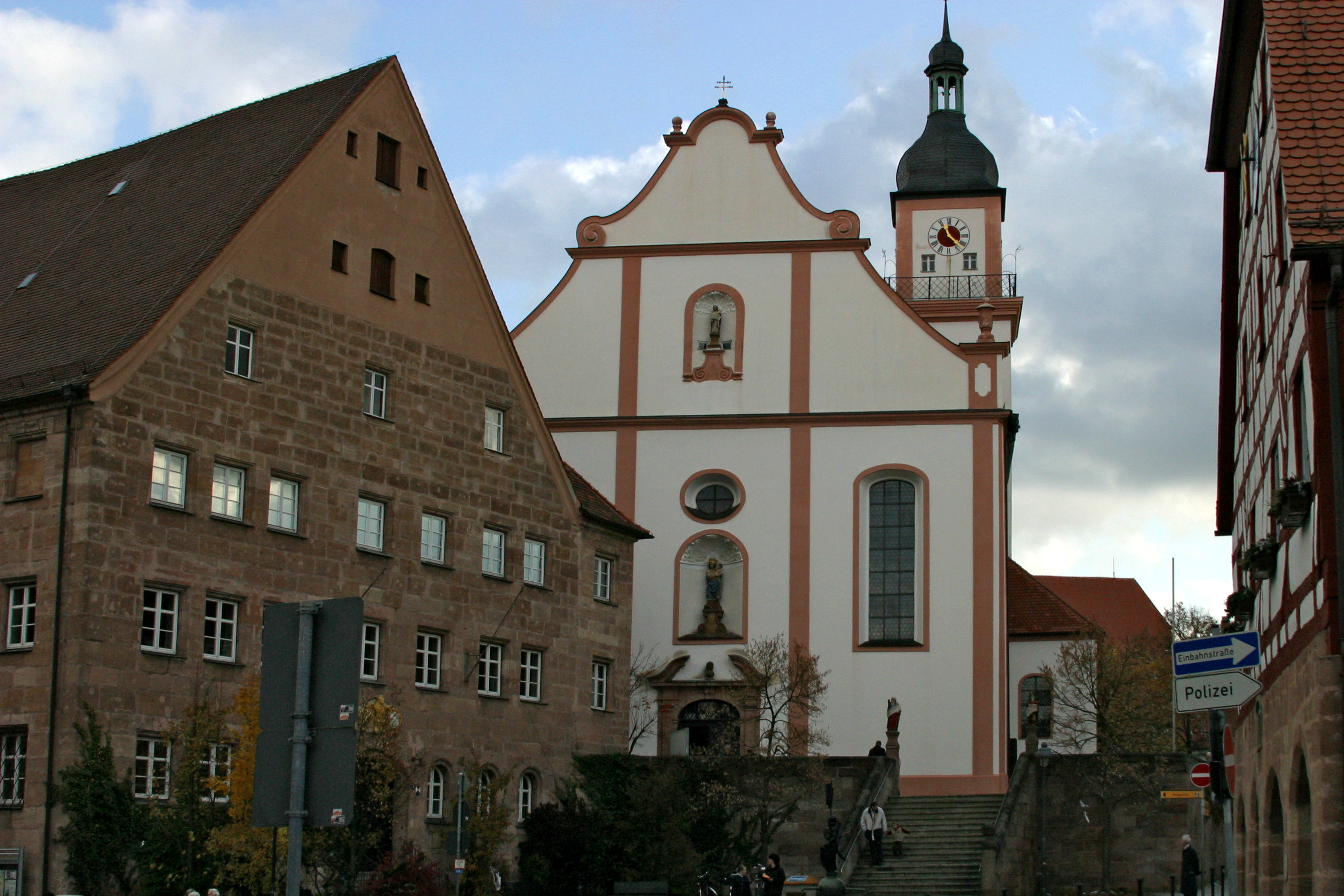
Kirche St. Johannes

Die römisch-katholische denkmalgeschützte Pfarrkirche St. Johannes der Täufer steht in Hilpoltstein, eine Stadt im Landkreis Roth (Mittelfranken, Bayern). Das Bauwerk ist unter der Denkmalnummer D-5-76-127-32 als Baudenkmal in der Bayerischen Denkmalliste eingetragen. Die Pfarrei gehört zum Pfarrverband Hilpoltstein im Dekanat Roth-Schwabach des Bistums Eichstätt. Sie beherbergte ein vorreformatorisches adeliges Kollegiatstift.

## Bauwerk

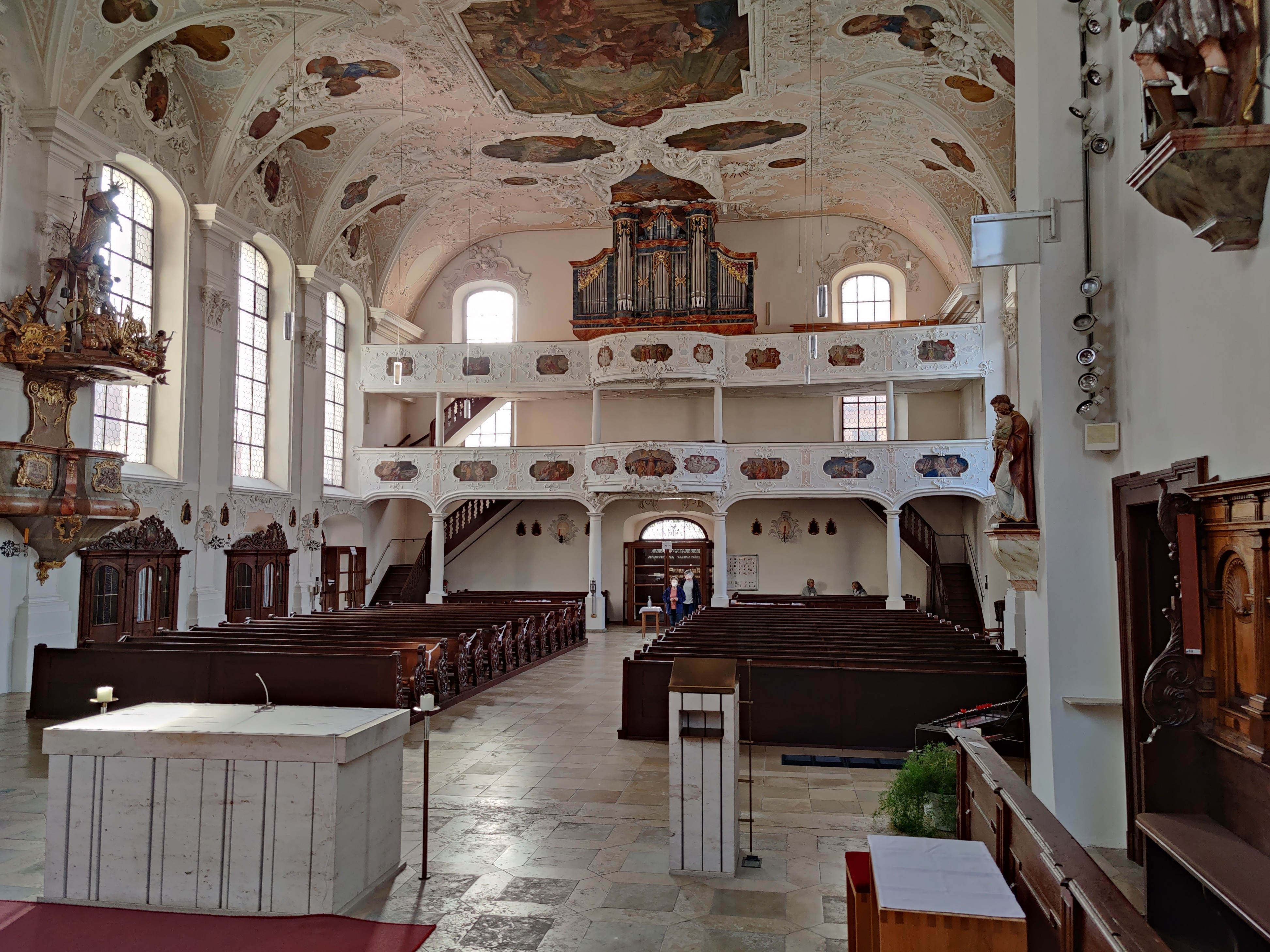
Innenraum, Blick zur Orgel (2021)

Die Hilpoltsteiner Pfarrkirche St. Johann Baptist ist im Kern spätgotisch; Chor und Turmunterbau stammen von 1473. Sie wurde im Barock umgestaltet und 1735 von dem Eichstätter Fürstbischof Franz Ludwig Freiherr Schenk von Castell neu geweiht.
Die Deckenfresken zeigen unter anderem Szenen aus dem Leben von Johannes dem Täufer und wurden von Melchior Puchner gestaltet. Die Stuckarbeiten im Langhaus fertigte Jeronimo Andrioli. Die Deckenmalerei im Chor stammt von Matthias Zink. Das Altarretabel des Hochaltars wurde 1656 gemalt. Der nördliche Seitenaltar wurde um 1687 von Christian Handschuher geschaffen. Die Kanzel und ihr Schalldeckel wurden 1758 gebaut. Eine neue Orgel wurde 2017 von der Schweizer Orgelbaufirma Goll erbaut. Sie besitzt 28 Register auf zwei Manualen und Pedal.

## Geschichte
Das Chorherrenstift für geistliche Adelssöhne wurde 1372 von den Reichsministerialen Hilpolt III. von Stein (* um 1300; † zwischen 1376 und 1380), seit 1353 Landeshauptmann von Oberbayern, und seinem einzigen Sohn Hilpolt dem Jüngeren (= Hilpolt IV.) (* um 1330), herzoglich-bayerischer Kammermeister, an der Kirche St. Johannes der Täufer in „opidum de Lapide“, der Stadt vom Stein (1392 erstmals „Hilpoltstein“ genannt), gestiftet. Die Stiftung war für fünf Kanoniker (Priester) bestimmt, die gewisse liturgische Verpflichtungen hatten. So mussten sie unter anderem jeden Montag eine Heilige Messe für die Stifter lesen. 1379 wurde von den Stiftern eine sechste Kanonikerstelle errichtet. Eine weitere Dotation in das Stift brachten 1385 die Erben der Stifter, Swiger von Gundelfingen und Hilpolt von Hohenfels, mit einem Hof zu Forchheim ein. Die Bayernherzöge (und Gebrüder) Stephan, Friedrich und Johann bestätigten 1387 diese Stiftung.
Jeder Chorherr wohnte in einem eigenen Stiftshaus. Gilten an Getreide (Korn, Haber, Gersten, Dinkel), Heller, Öl, Käse, Weihnachtswecken, Herbsthühner und Fastnachtshühner erhielt das Kanonikerstift aus insgesamt 28 Höfen in Meckenhausen, Solar, Thundorf, Lampersdorf, Heuberg, Schönbrunn und Wagnersmühl.
Nach dem Tod von Hilpolt IV., dem letzten des Geschlechts derer von Stein († 20. Juli 1385), gelangten Stadt und Burg vom Stein über die zweite Ehefrau Berta von Hilpolt III. († 1398) und schließlich Schweiger von Gundelfingen 1386 an die Herzöge Stephan, Friedrich und Johann, bei der Teilung von 1392 an Herzog Stephan zu Ingolstadt, genannt der Kneißl. Vorübergehend pfalzgräflicher und markgräflicher Besitz, wurde 1429 mit Ludwig dem Gebarteten wieder das Herzogtum Bayern Herr über Hilpoltstein. 1449 ging Hilpoltstein an Heinrich von Landshut über. Nach dem Landshuter Erbfolgekrieg wurde Hilpoltstein 1505 dem neu gegründeten Fürstentum Pfalz-Neuburg zugefügt, das in Hilpoltstein ein eigenes Amt errichtete. Dieses wurde 1542 zusammen mit denn pfalz-neuburgischen Ämtern Heideck und Allersberg von dem hoch verschuldeten Pfalzgraf Ottheinrich an die Freie Reichsstadt Nürnberg verpfändet. Von Nürnberg aus führte man mit Einwilligung des Pfalzgrafen sogleich die Reformation ein. Die Reichsstadt schickte einen protestantischen Pfarrer nach Hilpoltstein und besetzte unter anderem die sechs Chorherrenstellen. Die letzten sechs Kanoniker heirateten: 1543 die Kanoniker Joh. Wireter, Joh. Albrecht, Joh. Streng und Jog. Laux; 1549 wird eine Tochter des Kanonikers Oeffelein bekannt; 1567 verehelichte sich der Kanoniker Johann Weber.
Im Jahr 1578 löste das Pfalzgrafentum seine drei an Nürnberg verpfändeten Ämter wieder aus. Nach der Rückkehr des Neuburger Pfalzgrafen Wolfgang Wilhelm zum alten Glauben und der Rekatholisierung der Oberpfalz durch Herzog Maximilian von Bayern (1624) erfolgte im Jahr 1627 durch Jesuiten aus Eichstätt die Wiedereinführung der katholischen Religionsausübung in Hilpoltstein. Das Chorherrenstift wurde nicht wiederbelebt; drei Chorstiftshäuser waren 1620 zugunsten des Residenzneubaues abgebrochen worden. Ein weiteres, Haus Nr. 55, war dem Pfarrer zur Wohnung gegeben worden, es blieb bis 1665 Pfarrhaus. Das fünfte Chorstiftshaus (Haus Nr. 193) wurde Predigerhaus, das sechste (Haus Nr. 194) Organistenhaus. Ein siebtes Chorstiftshaus (Haus Nr. 172) war ab 1682 Kaplanhaus für die Kooperatoren, die vorher im Pfarrhof wohnten. Die Einkünfte des ehemaligen Stiftes (mit Haus-Nr. 179 hatte das Stift ein eigenes Kastenhaus) wurden dem Stift. St. Peter in Neuburg an der Donau einverleibt und gingen 1811 an das bayerische Staatsvermögen über. Bis 1793 wurde stiftsbriefmäßig ein von diesen Einkünften finanzierter Jahrtag am Montag nach St. Willibald gehalten. 1926 übernahm die Kirchenverwaltung Hilpoltstein vom Staat das Chorstifts- und Predigerhaus Nr. 194 „mit Baulast ohne Entgelt“, um es an den Chorregenten und Organisten zu vermieten.